# Grmulje
Grmulje (znanstveno ime Artomyces) so rod gliv iz družine žličark (Auriscalpiaceae).

## Seznam grmulj Slovenije[2]
- cvetoča grmulja (Artomyces pyxidatus)